# PIAT
De Projector, Infantry, Anti Tank (afgekort als PIAT) Mk I was een Brits draagbaar antitankwapen dat ontwikkeld werd tijdens de Tweede Wereldoorlog. De PIAT werd in 1942 ontworpen als reactie op de behoefte van het Britse leger aan een effectiever antitankwapen voor infanterie en werd in 1943 in gebruik genomen.
De PIAT werd gebaseerd op het spigotmortiersysteem en lanceerde een 1,1 kg holle lading in een granaatkop. De granaat werd voortgestuwd door een patroon in de staart van de mortiergranaat. De PIAT had een maximaal bereik van ongeveer 105 m in een anti-tank rol met direct vuur en 320 m in een indirecte vuurrol. De PIAT had verschillende voordelen ten opzichte van andere antitankwapens uit die periode: de penetratiekracht was aanzienlijk verhoogd ten opzichte van de vroegere antitankgeweren, het wapen had geen steekvlam aan de achterzijde die de positie van de schutter zou kunnen verraden en een eenvoudige constructie. Het type had echter ook enkele nadelen: een zeer krachtige terugslag, de vereiste kracht om het wapen aan te spannen en in het begin problemen met de betrouwbaarheid van de munitie.
De PIAT werd voor het eerst gebruikt tijdens de geallieerde invasie van Sicilië in 1943 en bleef tot het begin van de jaren vijftig in gebruik bij Britse en Gemenebesttroepen. PIAT's werden geleverd aan of verkregen door andere landen en strijdkrachten, waaronder de Sovjet-Unie, het Franse verzet, de Poolse Metro en de Israëlische Hagana (die PIAT's gebruikte tijdens de Arabisch-Israëlische Oorlog van 1948). Zes leden van de Britse en Gemenebest-strijdkrachten ontvingen Victoria Crosses voor hun gebruik van de PIAT in gevechten.

## Ontwikkeling
Aan het begin van de Tweede Wereldoorlog bezat het Britse leger twee primaire antitankwapens voor zijn infanterie: het Boys antitankgeweer en de Nr. 68 AT Rifle Grenade. Geen van beide was echter bijzonder effectief als antitankwapen. De antitankgranaat nr. 68 was ontworpen om te worden afgevuurd vanuit een ontlader die op de monding van een infanteriegeweer was gemonteerd, maar dit betekende dat de granaat te licht was om belangrijke schade aan te richten, waardoor deze zelden in actie werd gebruikt. De Boys was ook onvoldoende in de antitankrol. Het geweer was zwaar, wat betekende dat het moeilijk was voor de infanterie om te hanteren, en was verouderd: in 1940 was het alleen effectief op korte afstanden, en daarbij alleen tegen pantserwagens en lichte tanks. In november 1941 tijdens Operatie Crusader, deel van de Noord-Afrikaanse Veldtocht, konden stafofficieren van het Britse Achtste Leger zelfs geen enkel geval ontdekken waarin een Boysgeweer een Duitse tank had uitgeschakeld.
Vanwege deze beperkingen was een nieuw antitankwapen voor de  infanterie vereist, en dit kwam uiteindelijk in de vorm van de Projector, Infantry, Anti-tank, gewoonlijk afgekort tot PIAT. De oorsprong van de PIAT gaat terug tot 1888, toen een Amerikaanse ingenieur met de naam Charles Edward Munroe experimenteerde met schietkatoen: hij ontdekte dat het explosief veel meer schade toebracht als er een uitsparing in zat aan de zijde van het doelwit. Dit verschijnsel staat bekend als het 'Munroe-effect'. De Duitse wetenschapper Egon Neumann ontdekte dat het bekleden van de uitsparing met metaal de schade nog groter maakte. In de jaren dertig had Henry Mohaupt, een Zwitserse ingenieur, deze technologie nog verder ontwikkeld en de zogenaamde "holle lading" als munitietype geschapen. Deze bestond uit een verzonken metalen kegel als bekleding van een kegelvormige uitsparing in de voorzijde van een springlading: als de lading zijn doel raakte, ontplofte het explosief en vervormde de metalen kegel tot een extreem snelle stekel. De snelheid van de stekel veroorzaakte een immense druk op het inslagpunt, voldoende om een klein gat in de pantsering te slaan waarbij de drukgolf opgewekt door de stekel grote hoeveelheden fragmenten het inwendige van het doel in stuwde. Het was deze technologie welke werd gebruikt in de antitankgranaat nr. 68.

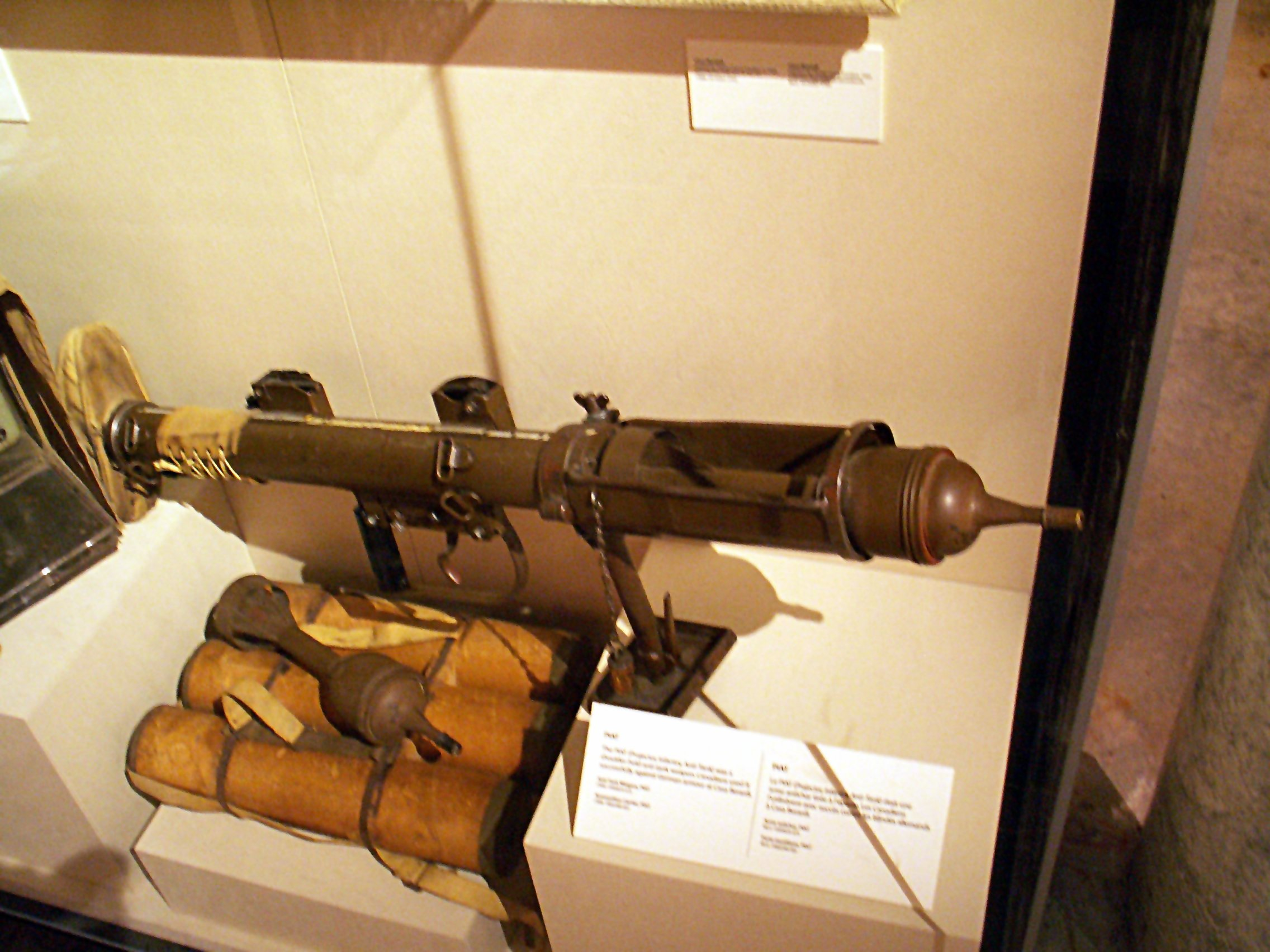
PIAT en munitiekist in het Canadian War Museum

Hoewel het een bestaande technologie betrof, bleef het aan de Britse ontwerpers om een systeem te ontwikkelen dat een holleladingskop op het doel kon brengen met een groter kaliber en met een groter bereik dan dat van de nr. 68. Terwijl Mohaupt holleladingmunitie ontwikkelde, was luitenant-kolonel Stewart Blacker van de Royal Artillery de mogelijkheid van een lichtgewicht pelotonsmortier aan het beoordelen. Echter, in plaats van het conventionele systeem voor het afvuren van de mortiergranaat vanuit een schietbuis die op een basisplaat was bevestigd, wilde Blacker het spigotmortiersysteem gebruiken. Ter vervanging van de conventionele loop was er een stalen staaf, een 'spigot' genaamd, bevestigd aan de grondplaat, en de granaat had zelf de drijflading in zijn lange holle staart zitten, die als schietbuis fungeerde. Als de mortier moest worden afgeschoten, liet men de granaat op de spie glijden, die de drijflading liet exploderen en de granaat in de lucht wierp. Door de loop in wezen aan de achterzijde van de granaat te plaatsen, vormde de diameter van de schietbuis niet langer een beperking van de granaatgrootte. Blacker ontwierp uiteindelijk een lichtgewichtmortier die hij de 'Arbalest' noemde en legde deze voor aan het War Office, maar dit wapen werd afgewezen ten gunste van een Spaans ontwerp. Dat weerhield Blacker er echter niet van door te gaan met zijn experimenten. Hij besloot een draagbaar antitankwapen te ontwikkelen op basis van het spigotontwerp, maar ontdekte dat de spigot niet de mondingssnelheid kon genereren die nodig was om ballistisch door pantsering te dringen. Toch liet hij het ontwerp niet rusten en kwam uiteindelijk met de Blacker Bombard, een draaibaar spigot-achtig systeem dat een granaat van negen kilogram kon lanceren tot zo'n negentig meter. Hoewel de explosieve ladingen die het afvuurde niet echt door het pantser konden dringen, konden ze nog steeds tanks ernstig beschadigen. In 1940, ten tijde van de Invasion Scare, werd een groot aantal Blacker Bombards aan de Home Guard verstrekt als antitankwapens.
Toen Blacker zich het bestaan van holleladingsmunitie bewust werd, besefte hij dat het een oplossing bood voor het probleem van een draagbaar antitankwapen, omdat de doorslag veroorzaakt werd door chemische energie, en niet door bewegingsenergie. Er was dus geen zware schietbuis meer nodig om het projectiel sterk te versnellen. Blacker ontwikkelde daarop een holleladingsgranaat met een drijflading in zijn staart, die paste in een schoudermortier die bestond uit een metalen cilinder met een grote veer en een spie; de bom werd in de holte aan de voorkant van de cilinder geplaatst en als de trekker werd aangetrokken, ramde de spie in de staart van de granaat en schoot deze uit de behuizing tot ongeveer 150 meter weg. Blacker noemde het wapen de 'Baby Bombard' en presenteerde het in 1941 aan het War Office. Toen het wapen echter werd getest, bleek het een groot aantal problemen te hebben; een War Office-rapport van juni 1941 verklaarde dat de behuizing te dun was en de spie zelf niet altijd afvuurde als de trekker werd overgehaald, en geen van de beproefde granaten explodeerde op contact met het doelwit.
Op het moment dat hij de Baby Bombard ontwikkelde en naar het War Office stuurde, werkte Blacker voor een overheidsdepartement met de naam MD1, dat de opdracht kreeg wapens te ontwikkelen en te leveren voor gebruik door guerrilla- en verzetsgroepen in bezet Europa. Kort na de beproeving van de Baby Bombard kreeg Blacker een andere functie en liet het antitankwapen over aan een collega in de afdeling, majoor Millis Jefferis.
Jefferis haalde het prototype van de Baby Bombard uit elkaar op de vloer van zijn kantoor in MD1 en herbouwde het, en combineerde het vervolgens met een holleladingsgranaat om wat hij het 'Jefferis Shoulder Gun' noemde te creëren. Jefferis liet vervolgens een klein aantal prototypen van holleladingspatronen maken en nam het wapen mee voor een test op de Small Arms School in Bisley. Een warrant officer bracht het schoudergeweer naar een schietbaan, richtte het op een gepantserd doel en haalde de trekker over; het wapen schoot een gat in het doelwit, maar verwondde helaas ook de Warrant Officer toen een stuk metaal uit de exploderende patroon terugvloog en hem raakte. Jefferis zelf nam toen de plaats van de Warrant Officer in en schoot nog een aantal granaten af, die allemaal het gepantserde doel doorboorden maar nu zonder hem te verwonden. Onder de indruk van het wapen liet de directie munitie van de Small Arms School de fouten met de munitie corrigeren, hernoemde de Shoulder Gun tot de Projector, Infantry, Antitank en beval het aan de infanterie-eenheden te verstrekken als een draagbaar antitankwapen. De productie van de PIAT begon eind augustus 1942.
Er was onenigheid over de naam die aan het nieuwe wapen moest worden gegeven. Een persbericht in 1944 gaf zowel bij de PIAT als de Blacker Bombard de eer aan Jefferis. Blacker nam hier aanstoot aan en stelde Jefferis voor om elke financiële beloning gelijk te verdelen nadat zijn kosten waren afgetrokken. Het ministerie van Supply had Blacker al £ 50.000 betaald voor zijn uitgaven in verband met de Bombard en PIAT. Churchill zelf raakte betrokken bij het conflict; in januari 1943 vroeg hij in een brief aan de minister van defensie: "Waarom zou de naam Jefferis schoudergeweer worden gewijzigd in PIAT? Niemand maakte bezwaar tegen het Boysgeweer, hoewel dat een nogal vreemde klank had."  Churchill steunde de claims van Jefferis, maar hij kreeg zijn zin niet. Blacker ontving op zijn beurt £ 25.000 (gelijk aan £ 1,060,000 in 2019) van de Inventions Board.

## Beschrijving

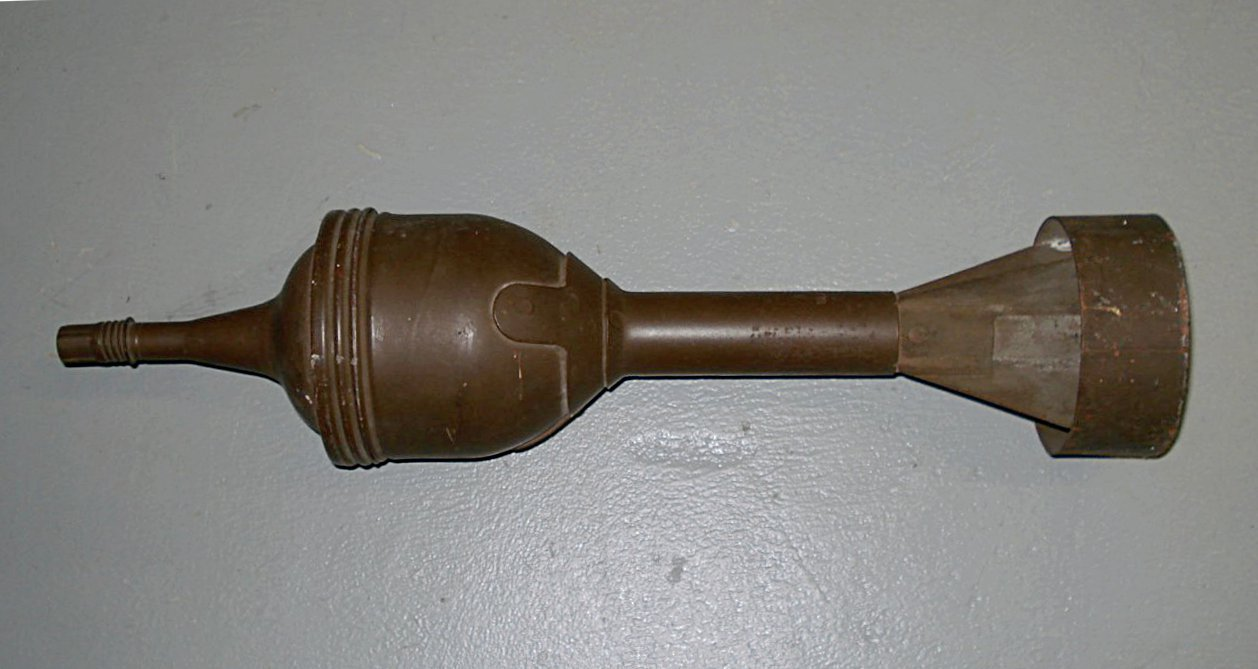
PIAT HEAT Projectiel, Canadian Military Heritage Museum, Brantford, Ontario (2007)

De PIAT was 0,99 m lang and woog 15 kg, met een bereik van ongeveer 105 meter als het wapen voor direct vuur gebruikt werd en een maximale indirecte schietafstand van 320 meter. Het kon gedragen en afgevuurd worden door één soldaat, maar werd normaliter bediend door een team van twee soldaten. De tweede soldaat was een munitiedrager en herlader. De behuizing van de PIAT was een buis gemaakt van dunne platen staal die het spigotmechanisme bevatte, het mechanisme van de trekker en de afvuurveer. Aan de voorkant van de PIAT was er een kleine trogvormige houder met bovenin een sleuf waarin de granaat werd geplaatst, de beweegbare spigot liep langs de as van de PIAT naar voren door tot in de houder. Een wattering of kussen voor de schouder van de schutter was gemonteerd aan de achterzijde van de PIAT, en een rudimentair vizier met gaten was bovenaan geplaatst voor het richten; de granaten afgeschoten door de PIAT hadden holle buisvormige staarten, waarin een klein drijfgaspatroon werd geplaatst, en holle ladingen.
Conventionele spigotmortierontwerpen hebben een vaste spigotstaaf, zoals de Blacker Bombard nog gebruikte. De bewegende spigotstang in het PIAT-ontwerp was ongebruikelijk en diende om de terugslag voldoende te verminderen om er een levensvatbaar schoudervuurwapen van te maken.
De PIAT was een beetje lichter (15 kg versus 16 kg) en kleiner (0,99m lang versus 1,57m) dan zijn voorganger, het Boys antitankgeweer, hoewel hij zwaarder was dan de Bazooka (18 lbs / 8,2 kg) uit die periode. 

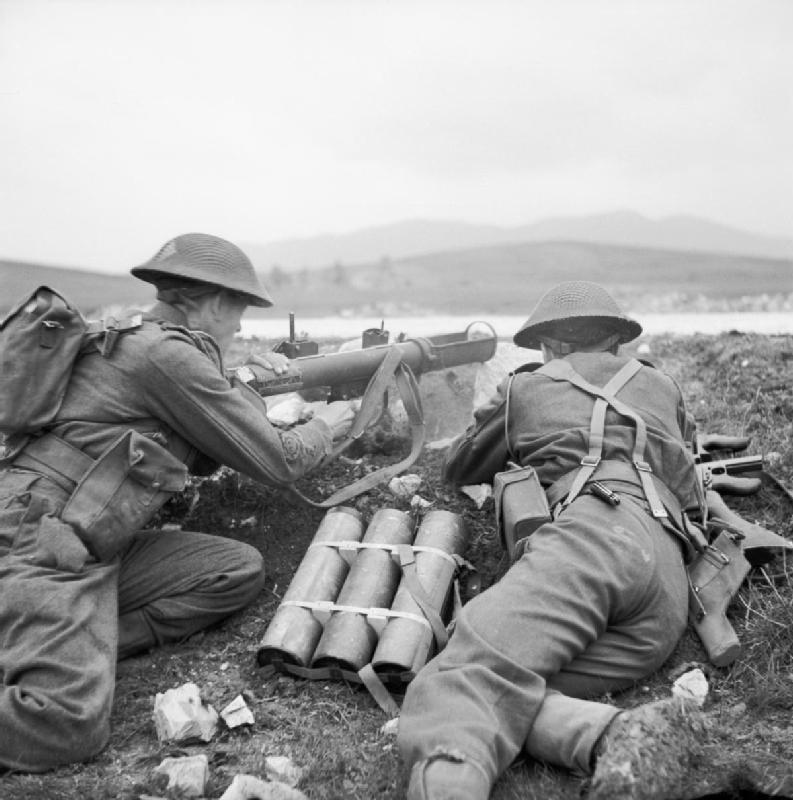
Een PIAT-team op een schietbaan in Tunesië, 19 februari 1943; voorafgaand aan het eerste gevechtsgebruik van het wapen tijdens de invasie van Sicilië. Let op de drievoudige munitiekoffer

Om het wapen voor te bereiden op het afvuren van het spigotmechanisme, dat door een grote veer werd bediend, moest het worden gespannen, en dit was een moeilijk en onhandig proces. De gebruiker moest eerst de PIAT met de achterzijde op de bodem plaatsen, vervolgens twee voeten op de schouderwattering zetten en het wapen draaien om de behuizing te ontgrendelen en tegelijkertijd de spigotstang op de achterkant te vergrendelen; de schutter zou dan voorover moeten buigen en het hoofdlichaam van het wapen omhoog moeten trekken, waardoor de veer naar achteren wordt getrokken totdat deze vastzit aan de trekker en het wapen aanspant. Nadat dit was bereikt, werd het hoofdlichaam neergelaten en gedraaid om het opnieuw aan de rest van het wapen te bevestigen, waarna de PIAT kon worden afgevuurd. Schutters van klein postuur ondervonden de spanbeweging vaak als een uitdaging, omdat ze niet de vereiste hoogte hadden om het hoofdlichaam ver genoeg omhoog te trekken om het wapen te spannen; het spannen was ook lastig uit te voeren in een liggende positie, zoals toch vaak nodig was in het gevecht.
Daarbij moet echter bedacht worden dat troepen werden getraind om de PIAT voor verwacht gebruik in gespannen toestand mee te nemen, zij het ongeladen. Tenzij een storing optrad, was het niet nodig om het wapen handmatig te herspannen voor het volgende schot. Als de trekker werd overgehaald, stootte de veer de spigotstang (die een vaste afvuurpen aan het uiteinde heeft) naar voren in de granaat, wat de granaat uitlijnde, de drijfpatroon aan de achterzijde ontstak en de granaat langs de stang in de lucht wierp. De terugslag veroorzaakt door de ontsteking van het drijfgas blies de spigotstang naar achteren op de veer; dit verminderde de schok van de terugslag en spande het wapen automatisch voor het volgende schot, waardoor het niet meer nodig was om handmatig opnieuw te spannen.

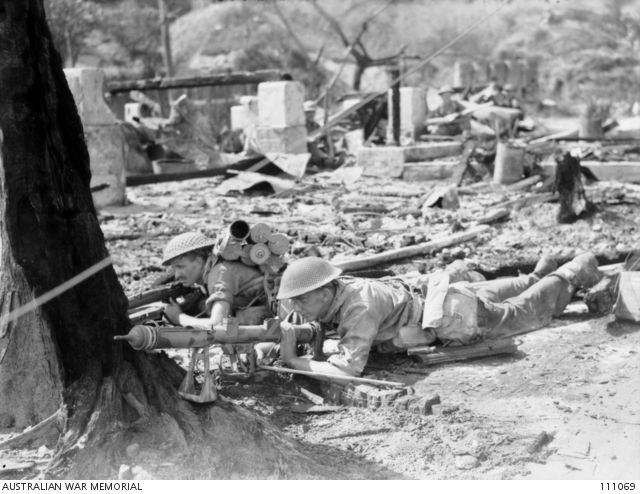
Een Australisch PIAT-team tijdens de Slag om Balikpapan, 1945

Tactische training benadrukte dat het wapen het beste kon worden ingezet in een hinderlaag waarbij het PIAT-team zich in een gedekte positie bevond, en waar mogelijk moesten vijandelijke gepantserde voertuigen worden aangevallen in de flank of aan de achterkant, die zwakker bepantserd waren; het team was dan ook slechter waarneembaar voor de voertuigbemanning. Vanwege het korte gevechtsbereik en de kracht van de lading kon de bemanning zich in de explosiezone bevinden, dus harde dekking was wenselijk; op open oefenterreinen kan dit een loopgraaf zijn. De PIAT werd vaak ook gebruikt in gevechten om vijandelijke posities in huizen en bunkers uit te schakelen. Het was mogelijk om de PIAT als een primitieve normale mortier te gebruiken door het schouderstuk van het wapen op de grond te plaatsen en te ondersteunen. In straatgevechten was het de gewoonte om op deze wijze Duitse voertuigen aan de andere zijde van een huizenblok te verjagen. 
Ondanks de moeilijkheden bij het spannen en afvuren van het wapen, had het verschillende voordelen. Het spigotmortierontwerp liet een groot kaliber krachtige holleladinggranaat toe. Dit leverde een enorm toegenomen doorslagvermogen op ten opzichte van de eerdere antitankgeweren met een zekere effectiviteit tegen Duitse tanks voor de rest van de oorlog. De constructie was relatief eenvoudig en robuust zonder een conventionele loop en dus eenvoudig te produceren. Er was geen zichtbare uitstoot van reactiegassen (in tegenstelling tot de toenmalige Amerikaanse bazooka) die eigen troepen in gevaar zou kunnen brengen en de positie van de schutter zou kunnen verraden; dit betekende ook dat de PIAT kon worden gebruikt in gesloten ruimten zoals bebouwing in stedelijke oorlogvoering. In vergelijking met de eerdere antitankgeweren was de mondingsvlam minimaal, ook een potentieel probleem met het verbergen. Het wapen had echter ook nadelen. Het was erg zwaar en lastig te hanteren, wat betekende dat het vrij impopulair was bij de Britse en Commonwealth-troepen die ermee werden belast. Er waren in het begin ook problemen met de betrouwbaarheid en nauwkeurigheid van de munitie. Hoewel de PIAT theoretisch in staat was om ongeveer 100 mm pantser te penetreren bleek uit veldervaring tijdens de geallieerde invasie van Sicilië, onderbouwd door proeven die in 1944 werden uitgevoerd, dat dit vermogen vaak teniet werd gedaan door een gebrekkige nauwkeurigheid en betrouwbaarheid. Tijdens deze proeven kon een ervaren schutter niet meer dan 60% van de tijd op negentig meter een doelwit raken en wegens defecte ontstekingen kwam slechts 75% van de afgeschoten granaten op het doelwit tot ontploffing.
De lage trefkans hing samen met de beperkte mondingssnelheid van maar 76 m/s. Die betekende dat als de schutter het wapen op het middelpunt van een tank gericht afvuurde, het projectiel al na zo'n vijfentwintig meter door de zwaartekracht in de grond sloeg. Richtte hij op de bovenzijde van een tank dan bracht dat het bereik nog maar op zo'n veertig meter. Dat was dan wat de Engelsen de point blank range noemden, van het Franse pointé à blanc, "gericht op het doelwit". Op grotere afstand moest de schutter boven het doel gaan mikken om het in een boog te raken wat door het primitieve vizier zelden lukte. Een hogere aanvangssnelheid had alleen bereikt kunnen worden door de drijflading te vergroten en de terugslag daarvan benaderde al het maximum wat een stevig gespierde soldaat kon verdragen zonder de schouder te ontwrichten.
Een ander probleem was dat van 1943 af Duitse tanks in dienst kwamen, zoals de Tiger, Panther en Königstiger, waarvan het frontpantser niet door de PIAT doorslagen kon worden.

## Munitie en effect

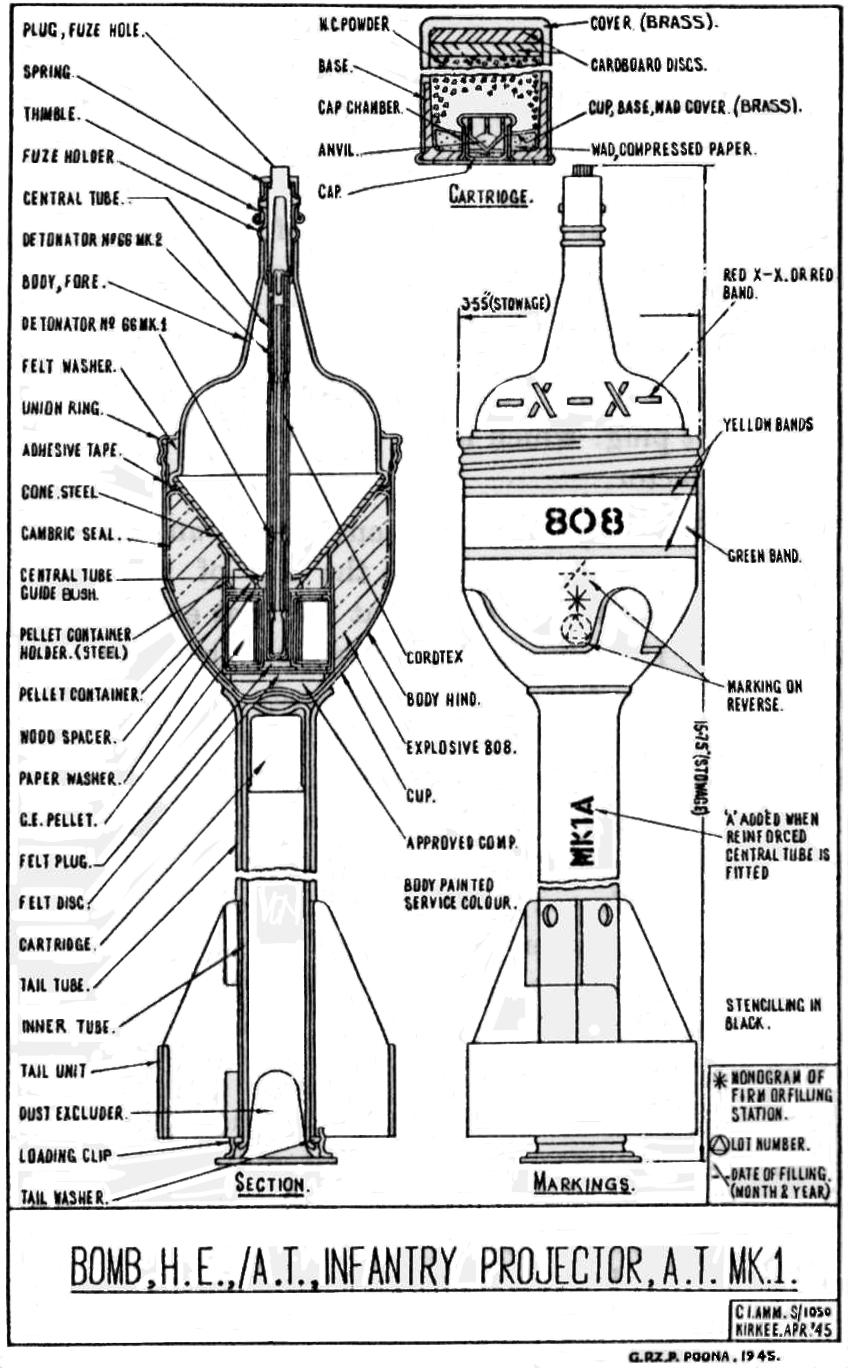
Schema van de Mark IA-granaat

De munitie van de PIAT gebruikte het holleladingsprincipe, dat in 1943, als het vaak onbetrouwbare vroege granaatontwerp het correct aan het doelwit afleverde, de lading toestond om bijna alle vijandelijke pantsertypen te kunnen penetreren. De lange staart van de granaat die fungeerde als schietbuis, kon mooi gebruikt worden om het projectiel in de vlucht te stabiliseren, wat gezien de lage snelheid zeer gewenst was. Door de luchtweerstand opgewekt door de brede kop dreigde het projectiel om te slaan en dat werd gecompenseerd door een brede ring aan het achterste uiteinde. Vooraan de kop bevond zich een lange punt met de contactontsteker. De holle lading moest immers afgaan voordat zij in het doel sloeg, anders kon de penetrerende stekel niet gevormd worden. De scherpe punt, gecombineerd met het smalle gat dat de explosie in het pantser achterliet, leidde tot het onjuiste verhaal dat juist die punt de doorslag bewerkstelligde, bijvoorbeeld door snel rond te draaien.
De volgende soorten munitie waren beschikbaar in 1943.
- Standaardgranaat - "Bomb, HE / AT" 
  - De officiële handleiding geeft de kleur van het type als groen aan, maar dat was dan bronze green, in feite een bruinige kleur zoals museumexemplaren tonen.
  - Het betreft een holle lading. De granaat werd geleverd met de drijfpatroon gemonteerd maar de ontsteker apart.
  - versies: 
    - Mark I, 1942, Nobels 808 plastic explosieve vulling, groene ring
    - Mark IA, versterkte centrale buis
    - Mark II, Herziene neusontsteker om te voorkomen dat de granaat niet afging bij een schuine inslag
    - Mark III, Herziene neusontsteker, TNT-vulling, blauwe ring
    - Mark IV, juli 1944, Herziene constructie om achterwaartse fragmentatie en "achterwaartse explosie" van de lading te verminderen ter bescherming van het team.

  - Ook nuttig als brisantgranaat voor algemene doeleinden.
- Oefengranaat - "Bomb, Drill / AT" 
  - Zwart, gemerkt "Drill"
  - Dezelfde vorm als een normale granaat, om het laden te oefenen. Kan niet worden afgevuurd.
- Oefengranaat - "Shot, Practice / AT" 
  - Wit
  - Cilindrische dikke stalen constructie, in wezen een subkaliber oefenpatroon. De PIAT heeft een aangepaste houder nodig om hem te gebruiken. Zuinig omdat het vele malen kan worden afgeschoten met nieuwe drijfgaspatronen. Traject was iets anders dan de standaardgranaat.
- Inert - "Bomb, Practice Inert / AT" 
  - Zwarte, gele ring, gemerkt "Inert"
  - Dezelfde grootte en hetzelfde gewicht als een standaardgranaat, zonder lading, maar heeft een scherpe drijfpatroon. Het kan één keer worden afgevuurd vanuit een standaard PIAT, het is niet herbruikbaar.

Patronen werden geleverd in drievoudige munitiekisten met de drijfpatroon gemonteerd en de ontstekers gescheiden.
De bom betrouwbaar laten ontploffen tegen schuine doelen was lastig en werd aangepakt met herziene ontstekers. Zie ook de bazooka, die soortgelijke beginproblemen had.
De handleiding uit 1943 beschrijft de standaardgranaat eenvoudig als "HE" of "HE / AT" en noemt de holle lading als zodanig niet. Het merkt op dat de granaat "Uitstekende penetratie heeft. De bom kan het pantser van de nieuwste bekende soorten vijandelijke AFV's penetreren en een aanzienlijke dikte van gewapend beton". Het merkt ook op dat het "als een huissloper" kan worden gebruikt. Aangezien de granaten in grote meerderheid op vijandelijke infanterie werden afgevuurd, zou het nuttig geweest zijn over een gespecialiseerde brisantgranaat te beschikken of over een fosforgranaat voor het leggen van een rookgordijn of het stichten van brand. De benodigde wanddikte voor een voldoende scherfwerking zou een brisantgranaat echter te zwaar hebben gemaakt om met enige trefkans af te vuren en een fosforgranaat werd te gevaarlijk geacht voor het PIAT-team zelf.

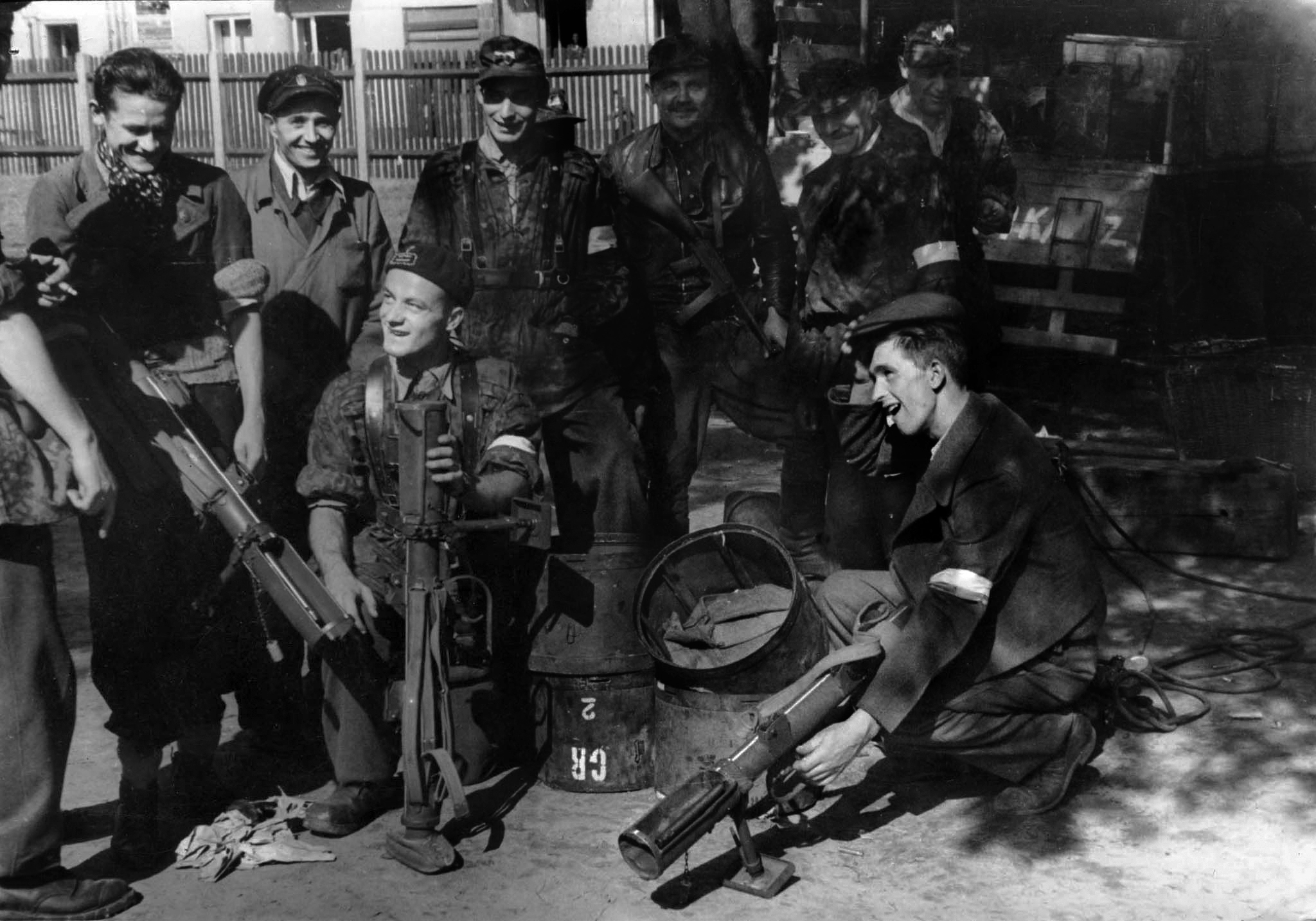
Warschau Opstandstrijders tonen PIAT-wapens.

### Tweede Wereldoorlog
De PIAT werd midden 1943 in dienst genomen bij Britse en Gemenebest- eenheden en werd voor het eerst gebruikt door Canadese troepen tijdens de geallieerde invasie van Sicilië. De PIAT was een pelotonswapen. De slagorde van 1944 voor een Brits peloton, dat 36 man omvatte, voegde een enkele PIAT toe aan de staf van het hoofdkwartier van het peloton, naast een 51 mm mortier. Daarnaast werden drie PIAT's verstrekt aan de staf van iedere compagnie zodat de compagniescommandant die geconcentreerd kon inzetten — of naar keuze met één wapen ieder van zijn drie pelotons kon versterken. Een infanteriedivisie kon zo op compagniesniveau uitgerust zijn met 162 PIATs. Commando 's van het Britse leger en Royal Marines kregen ook PIAT's en hebben die tijdens gevechten ingezet. Het Australische leger heeft een PIAT (aldaar ook bekend als Projector Infantry Tank Attack) toegewezen aan elk infanteriepeloton in zijn 'jungledivisies', die verschilde van de standaard Britse organisatie, vanaf eind 1943.
De PIAT werd gebruikt in alle oorlogstonelen waar Britse en Commonwealth-troepen dienden.
In een toenmalig onderzoek van het Canadese leger (1944-45) werden 161 legerofficieren, die onlangs aan het gevecht hadden deelgenomen, ondervraagd over de effectiviteit van 31 verschillende infanteriewapens. In dat onderzoek werd de PIAT gerangschikt als de nummer een van de meest "buitengewoon effectieve" wapens, op de tweede plaats gevolgd door het Bren-machinegeweer.
Uit een analyse door Britse stafofficieren van de beginperiode van de campagne in Normandië bleek dat 7% van alle Duitse tanks die door Britse troepen waren vernietigd, werd uitgeschakeld door PIAT's, vergeleken met 6% door raketten afgevuurd door vliegtuigen. Ze ontdekten echter ook dat als Duitse tanks waren uitgerust met een afstandspantser van pantserschorten die holleladingsmunitie tot ontploffing brachten voordat die het pantser van de tank kon binnendringen, het wapen veel minder effectief werd. Overigens vertegenwoordigde die 7% in absolute zin maar een paar dozijn tanks, hoewel het de meest intensieve gevechten aan het Westfront betrof. Van de ruim vijfduizend PIAT-teams die tegen de Duitsers opereerden, zal slechts een tiende deel ooit een pantservoertuig hebben uitgeschakeld en van de geproduceerde granaten minder dan een promille. Het belang van de PIAT lag hem dan ook niet zozeer in het verhogen van de Duitse verliezen. Belangrijker was dat Duitse tanks gedwongen werden veel voorzichtiger op te treden terwijl het vertrouwen van de Britse infanterie vergroot werd.
In het kader van Britse materieelondersteuning kreeg de Sovjet-Unie tussen oktober 1941 en maart 1946 duizend PIAT's en honderdduizend granaten. De PIAT werd ook gebruikt door verzetsgroepen in bezet Europa. Tijdens de opstand in Warschau was het een van de vele wapens die Poolse ondergrondse verzetsstrijders gebruikten tegen Duitse troepen. En in bezet Frankrijk gebruikte het Franse verzet de PIAT in afwezigheid van mortieren of artillerie.

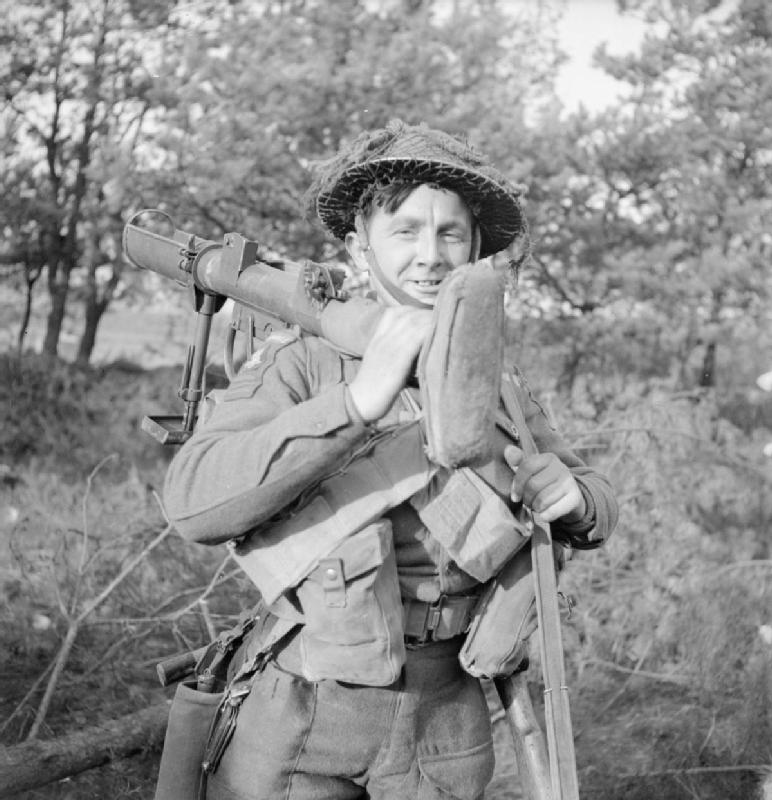
Een soldaat van de lichte infanterie van de hertog van Cornwall met een PIAT, november 1944

Zes Victoria Crosses werden toegekend aan leden van de Britse en Commonwealth strijdkrachten voor acties met behulp van de PIAT:
- Op 16 mei 1944, tijdens de Italiaanse Veldtocht, gebruikte Fusilier Frank Jefferson een PIAT om een Panzerkampfwagen IV te vernietigen en een Duitse tegenaanval af te weren die tegen zijn eenheid werd ingezet toen ze een deel van de Gustav-linie aanvielen.
- Op 6 juni 1944 gebruikte compagnie-sergeant majoor Stanley Hollis in een van de verschillende acties van die dag een PIAT in een aanval op een Duits veldkanon.
- Op 12 juni 1944 gebruikte infanterist Ganju Lama van de 7e Gurkha Rifles een PIAT om twee Japanse tanks uit te schakelen die zijn eenheid aanvielen in Ningthoukhong, Manipur, India (gegeven als Birma in het officiële citaat). Ondanks het oplopen van verwondingen naderde Ganju Lama binnen dertig meter van de vijandelijke tanks, en nadat ze waren uitgeschakeld, pakte hij de bemanningen aan terwijl ze probeerden te ontsnappen. Op de vraag van zijn commandant, William Slim, waarom hij zo dichtbij kwam, antwoordde hij dat hij niet zeker wist of hij met een PIAT verder dan dertig meter zou raken.[26]
- Tussen 19 en 25 september 1944, tijdens de Slag om Arnhem, gebruikte majoor Robert Henry Cain een PIAT om een Sturmgeschütz III uit te schakelen dat op zijn stelling afkwam, en om nog eens drie Duitse Panzerkampfwagen IV te dwingen zich terug te trekken tijdens een latere aanval.
- In de nacht van 21 op 22 oktober 1944 gebruikte soldaat Ernest Alvia ("Smokey") Smith een PIAT om een Duitse Panther-tank, een van de drie Panthers en twee stukken gemechaniseerd geschut die zijn kleine groep aanvielen, te vernietigen. Het gemechaniseerde geschut werd daarop ook uitgeschakeld. Vervolgens gebruikte hij een Thompson-machinepistool om ongeveer dertig vijandelijke soldaten te doden of af te weren. Zijn acties zorgden voor een bruggenhoofd op de rivier de Savio in Italië.
- Op 9 december 1944 gebruikte kapitein John Henry Cound Brunt onder andere een PIAT om een aanval uitgevoerd door de Duitse 90.Panzergrenadier-Division af te weren.

### Na de Tweede Wereldoorlog
Na te zijn gebruikt in de Tweede Wereldoorlog door Britse en Commonwealth-troepen, bleef de PIAT in dienst tot de vroege jaren vijftig, toen het aanvankelijk werd vervangen door de ENERGA antitankgeweergranaat en vervolgens de Amerikaanse M20 "Super Bazooka" . Het Australische leger gebruikte kort PIAT's aan het begin van de Koreaanse Oorlog naast 60 mm bazooka's, maar vervingen snel beide wapens door 89 mm M20 "Super Bazooka's".

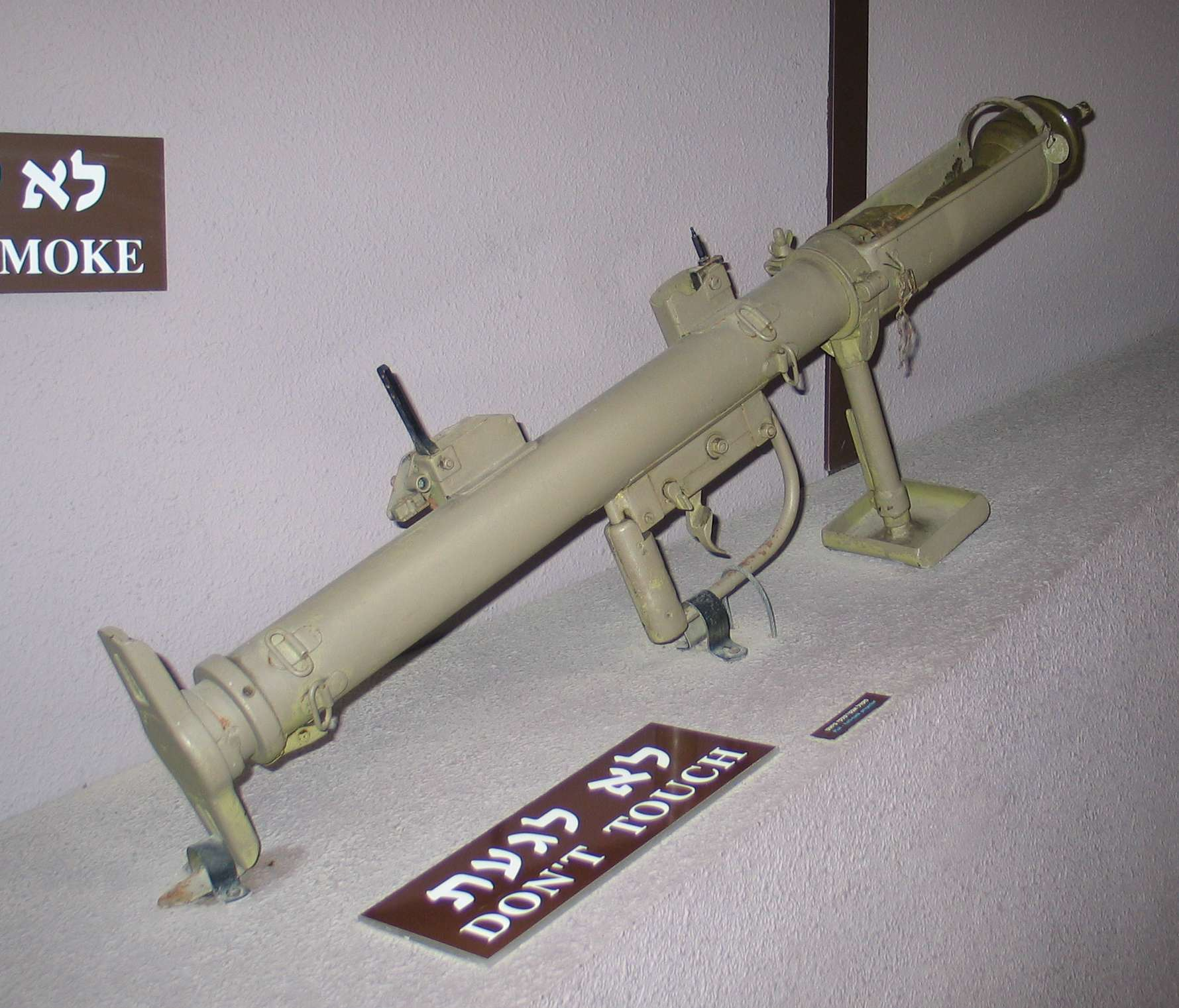
PIAT in het Etzel- museum (Beit Gidi), Tel Aviv, Israël

De Haganah en de zich vormende Israeli Defense Force (IDF) gebruikten PIAT's tegen Arabische pantservoertuigen tijdens de Arabisch-Israëlische Oorlog van 1948.
PIAT's werden ook gebruikt door Franse en Việt Minh- troepen tijdens de Eerste Indochinese Oorlog.

## Gebruikers
Enkele gebruikers van de PIAT waren:
- Australië (land)[21]
- België[30]
- Canada[12]
- Vrije Fransen
- India[31]
- Israël[28]
- Italië (Geallieerd Italiaans leger en partizanen)[32]
- Luxemburg (land)
- Nederland bekend in de Nederlandse dienst als granaatwerper tp (tegen pantser) trad in dienst in 1943, met Nederlandse krachten die vochten onder Brits bevel. Het had dienst tot in de jaren vijftig.[33]
- Nieuw-Zeeland[34]
- Pools verzet[23]
- Sovjet-Unie
- Verenigd Koninkrijk[12]
- Joegoslavië Gebruikt door Joegoslavische partizanen[35]
- Maleisië
- Filipijnen

## Gevechtsgebruik
Tweede Wereldoorlog:
- Slag om Normandië (Frankrijk 1944)
- Slag om Arnhem (Nederland, 1944)
- Slag om Ortona (Italië, 1943)
- Slag om Villers-Bocage (Normandië, Frankrijk, 1944)
- Operatie Epsom (Normandië, Frankrijk, 1944)
- Operatie Perch (Normandië, Frankrijk, 1944)
- Warschau Opstand (1944)

1948 Arabisch-Israëlische Oorlog:
- Slag om Yad Mordechai (Israel, 1948)
- Slagen om de Kinarot Vallei (Israel, 1948)

Indo-Pakistaanse Oorlog van 1971
- Slag om Longewala (India, 1971) [36]